# يوسف شيلوخ
وإسمه الحقيقي بيروس يوسفيان (بالعبرية: יוסף שילוח‏) وإسمه الفني يوسف شيلوخ (بالعبرية: יוסף שילוח‏) وهو ممثل إسرائيلي من أصل كردي يهودي ولد في يوم 9 تموز 1941 في إيران ومثل في عدة أفلام ومسلسلات منها فلم يسوع توفي شيلوخ في يوم 3 يناير 2011.

## روابط خارجية
- يوسف شيلوخ على موقع IMDb (الإنجليزية)
- يوسف شيلوخ على موقع ألو سيني (الفرنسية)
- يوسف شيلوخ على موقع أول موفي (الإنجليزية)
- يوسف شيلوخ على موقع قاعدة بيانات الأفلام السويدية (السويدية)
- يوسف شيلوخ على موقع قاعدة بيانات الفيلم (الإنجليزية)
- يوسف شيلوخ على موقع كينوبويسك (الروسية)